# Vipera eriwanensis
Espèce
Synonymes
- Acridophaga renardi eriwanensis Reuss, 1933
- Vipera ursinii eriwanensis Reuss, 1933
- Vipera renardi eriwanensis Reuss, 1933
- Vipera ursini ebneri Knoepffler & Sochurek, 1955
- Vipera renardi ebneri Knoepffler & Sochurek, 1955

Statut de conservation UICN

 VU B1ab(iii,v) : Vulnérable
Statut CITES
Vipera eriwanensis est une espèce de serpents de la famille des Viperidae.

## Répartition
Cette espèce se rencontre en Arménie, dans le nord-ouest de l'Iran et dans le nord-est de la Turquie.

## Description
C'est un serpent venimeux.

## Liste des sous-espèces
Selon The Reptile Database (31 janvier 2014) :
- Vipera eriwanensis ebneri Knoepffler & Sochurek, 1955
- Vipera eriwanensis eriwanensis (Reuss, 1933)

## Étymologie
Son nom d'espèce, composé de eriwan et du suffixe latin -ensis, « qui vit dans, qui habite », lui a été donné en référence au lieu de sa découverte, Eriwan, nom allemand de la ville d'Erevan en Arménie. La sous-espèce Vipera eriwanensis ebneri est nommée en l'honneur de Richard Ebner (1885-1961).

## Publications originales
- Knöpfler & Sochurek, 1955 : Neues über die Rassen der Wiesenotter (Vipera ursinii Bonap.). Burgenländische Heimatblätter, vol. 17, no 4, p. 185-188 (texte intégral).
- Reuss, 1933 : Fortsetzung und Schluss der Originalberichte. Nachrichtenblatt für Aquarien- und Terrarien-Vereine, Berlin, vol. 1933, p. 372-373.